# Vriesea blackburniana
Vriesea blackburniana är en gräsväxtart som beskrevs av Elton Martinez Carvalho Leme. Vriesea blackburniana ingår i släktet Vriesea och familjen Bromeliaceae. Inga underarter finns listade i Catalogue of Life.